# Stokes Range
Stokes Range är ett berg i Kanada.   Det ligger i territoriet Nunavut, i den norra delen av landet, 3 600 km nordväst om huvudstaden Ottawa. Toppen på Stokes Range är 412 meter över havet.
Terrängen runt Stokes Range är kuperad norrut, men söderut är den platt. Stokes Range är den högsta punkten i trakten. Trakten runt Stokes Range är nära nog obefolkad, med mindre än två invånare per kvadratkilometer.. Det finns inga samhällen i närheten.
Trakten runt Stokes Range är permanent täckt av is och snö.